# کارکس سروتینا
کارکس سروتینا (نام علمی: Carex serotina) نام یک گونه از سرده جگن است.